# Vy
Vy, formellt Vygruppen AS, tidigare NSB, är en norsk transportkoncern verksam med persontrafik med tåg och buss i Norge och Sverige. Koncernen ägs av den norska staten genom Samferdselsdepartementet. Koncernen äger även godstågsoperatören Cargonet.
Vy är Norges största tågbolag för inrikes passagerartrafik med tåg. Marknadsandelen i personkilometer var 76 procent under 2020.

## Koncernstruktur
Koncernen består av moderbolaget Vygruppen AS (tidigare NSB AS) som kör persontrafik på järnväg i Norge. Helägda dotterbolag är bland andra:
- Cargonet - godstrafik i Norge och Sverige
- Vy Buss - (tidigare Nettbuss) persontrafik med buss i Norge och Sverige
- Vy Gjøvikbanen - persontrafik på Gjøvikbanen i Norge
- Vy Tog - persontrafik på Bergensbanen i Norge
- Vy Tåg (tidigare Tågkompaniet) - persontrafik på järnväg i Sverige

## Historik
Norges statsbaner grundades 1883 för att förvalta de norska järnvägarna. Innan dess hade flera olika bolag, både norska och utländska, drivit sina egna järnvägar. Norges statsbaner hade från början ansvar för allt inom järnväg: spår och stationer samt trafiken på dessa och underhåll av spåren och tågen.  
Under många år var det ett fokus på nya banor. Man nådde Bergen 1909, Stavanger 1943 och Bodø 1962. Efter att under en lång period inte ha förändrats nämnvärt, mer än att konkurrerande vägar och flyg orsakade nedgång, delades Norges statsbaner 1996 upp i NSB BA, NSB Gods AS (blev senare CargoNet) och Jernbaneverket. Jernbaneverket fick ansvar för infrastrukturen och de två andra bolagen blev ansvariga för person- respektive godstrafiken. Bolagiseringen fortsatte 2002 genom att låta NSB bli ett aktiebolag med statligt ägande. 
I början av 2000-talet hade bolaget mycket motgång, med en stor olycka (Åstaolyckan), lokförarbrist, förseningar och materialproblem. Detta orsakade sjunkande popularitet.
Tidigare fanns det ett samarbete med SJ i Linx, ägt till 50 procent vardera, som skötte gränsöverskridande snabbtåg. Det lades ner 2004/2005, och istället tog SJ och NSB var sin sträcka.

### Namnbyte
Namnbytet från NSB AS till Vygruppen AS skedde den 24 april 2019. Det nya namnet presenterades vid en presskonferens i Oslo den 13 mars 2019 och godkändes av NSB:s bolagsstämma den 22 mars 2019.

## Persontrafik med tåg i Norge
Vy kör en stor del av Norges persontågstrafik. Det inkluderar pendeltåg, men inte Oslos tunnelbana. Övriga tågoperatörer i Norge är:
- Flytoget som kör flygtågen till Gardermoens flygplats,
- Go-Ahead Norge som den 15 december 2019 övertog  trafiken på Sørlandsbanen och Arendalsbanen som en del av jernbanereformen.
- SJ Norge som den 8 juni 2020 övertog trafiken på Dovrebanen (förutom regiontåg Oslo-Lillehammer), Meråkerbanen, Nordlandsbanen, Raumabanen och Rørosbanen som en del av jernbanereformen.
- SJ AB som kör tåg Stockholm–Oslo och  Stockholm/Luleå–Narvik.

Trafiken på Gjøvikbanen körs av dotterbolaget Vy Gjøvikbanen AS och trafiken på Bergensbanen av dotterbolaget Vy Tog AS.
Trafiken är marknadsföringsmässigt uppdelat i Vy Lokaltog för lokaltåg och Vy Regiontog för regiontåg och fjärrtåg.

### Vy Lokaltog
Oslo-området
- L1 Spikkestad - Asker - Oslo S – Lillestrøm
- L12 Kongsberg - Drammen - Oslo S – Gardermoen OSL – Eidsvoll
- L13 Drammen - Oslo S – Jessheim – Dal
- L14 Asker - Oslo S – Årnes - Kongsvinger
- L2 Stabekk - Oslo S – Ski
- L21 Stabekk - Oslo S – Moss
- L22 Skøyen - Oslo S – Mysen - Rakkestad
- L3 Oslo S – Nittedal - Jaren (körs av Vy Gjøvikbanen)

Bergensområdet
- 42 Flåm – Myrdal (Flåmsbanan) (körs av Vy Tog AS som teknisk operatör, kommersiellt ansvarar företaget Flåm Utvikling för linjen)
- 43 Bergen – Arna (körs av Vy Tog AS)
- 45 Bergen – Voss – Myrdal (körs av Vy Tog AS)

Mindre sträckor i Sydnorge
- 52 Notodden – Nordagutu – Porsgrunn (Bratsbergbanen)

### Vy Regiontog
Oslo-området
- R10 Lillehammer – Oslo S – Drammen
- R11 Eidsvoll - Oslo S – Larvik - Skien
- R20 Oslo S – Halden - Göteborg C
- R30 Oslo S – Nittedal - Gjøvik (körs av Vy Gjøvikbanen AS)

Østlandet – Sørlandet - Vestlandet
- 41 Oslo S – Bergen (Bergensbanen) (körs av Vy Tog AS)

## Fordon
Fordonen ägs av det statsägda bolaget Norske tog AS och hyrs av Vy. Ett undantag är fordonen som används på Flåmsbanan som tillhör Vy. Större delen av trafiken utförs med motorvagnståg, men lokdragna tåg förekommer på Bergensbanen och Flåmsbanen.
Ellok:  El18
Eldrivna motorvagnar: Type 69, Type 70, Type 72, Type 73 och Type 74 / Type 75

## Källhänvisningar
1. ↑  Ny styreleder i Vygruppen AS, Samferdselsdepartementet, 15 juni 2020, läs online.[källa från Wikidata]
2. ↑  Vy, 29 maj 2020, läs online, läst: 19 september 2020.[källa från Wikidata]
3. ↑  Endring av daglig leder (på norskt bokmål), Brønnøysundregistrene, 14 september 2020, läs online, läst: 19 september 2020.[källa från Wikidata]
4. ↑  Vygruppen – Års- og bærekraftsrapport 2019 (på norskt bokmål), s. 77.[källa från Wikidata]
5. ↑  ”Jernbanestatistikk 2020” (på norska) (pdf). Jernbanedirektoratet. Arkiverad från originalet den 20 mars 2022. https://web.archive.org/web/20220320011340/http://www.jernbanedirektoratet.no/contentassets/e71b740c9f5d4583aed0c193c11faec7/jernbanestatistikk-2020.pdf. Läst 24 juli 2022.
6. ↑  ”Om oss”. Vygruppen. https://www.vy.no/vygruppen/om-oss. Läst 24 april 2019.
7. ↑  ”Tågkompaniet, Nettbuss och NSB får nytt gemensamt namn”. Vy. 12 mars 2019. https://news.cision.com/se/vy-tag-ab/r/tagkompaniet--nettbuss-och-nsb-far-nytt-gemensamt-namn,c2755690. Läst 24 juli 2022.
8. ↑  ”Generalforsamlingen i NSB har godkjent nytt navn”. NSB. https://www.vy.no/vygruppen/presse-og-nyheter/pressemeldinger/generalforsamlingen-i-nsb-har-godkjent-nytt-navn. Läst 24 april 2019.